# Comunità montana Zona Irno
La Comunità montana Zona Irno era una comunità montana della provincia di Salerno, nata con lo scopo di salvaguardare l'ambiente naturale dell'omonima valle, incentivare l'agricoltura, l'artigianato e promuovere il turismo nel territorio. L'ente comprendeva 7 comuni lungo la Valle dell'Irno. La sede istituzionale si trovava a Baronissi.

## Storia
L'istituzione montana è stata soppressa nel 2008 dalla Regione Campania nell'ambito di un piano di riorganizzazione. I comuni appartenenti sono stati fatti confluire nella nuova Comunità montana Irno - Solofrana insieme a quelli della Comunità montana Serinese Solofrana. Sono confluiti nel nuovo ente montano i comuni di Baronissi, Bracigliano, Calvanico, Fisciano e Siano, mentre ne sono rimasti fuori Mercato San Severino e Pellezzano, il primo poiché di popolazione superiore ai 20 000 abitanti ed il secondo per carenza nei requisiti altimetrici.